# レイナルド・アーン
レイナルド・アーン・デ・エチェナグシア（Reynaldo Hahn de Echenagucia, 1874年8月9日 - 1947年1月27日）は、ベネズエラの首都カラカスに生まれ、フランスで活躍した作曲家。
父は同国の外交官を務めるドイツ系ユダヤ人、母はスペインのバスク人であった。外交官の父は音楽に造詣が深かった。レイナルド3歳のとき家族共々パリに移り住む。

## 生涯
1885年11月、パリ音楽院に入学した。マスネやサン＝サーンスに師事し、当時より大家として知られたマスネは彼に特別に目をかけた。サロンにはマスネと共に美しい巧みな歌を作曲する天才少年の姿が頻繁に見られるようになった。
1887年今日最も有名な「私の詩に翼があったなら」（Si mes vers avaient des ailes）を作曲。15歳でアルフォンス・ドーデに劇音楽の作曲を依頼されるほどであった。ドーデ(Daudet, Alphonse 1840-1897)は《アルルの女》を書いたすでに有名な作家であった。フランスでは現在もフォーレと共に愛唱される彼の歌曲は、ほとんどが20歳以前の作品であり、採用された詩はヴェルレーヌ、ユゴー、ゴーティエ、ルコント＝ド＝リール、バンヴィルらに及んだ。アーン少年はサロンにて師匠マスネやフォーレ、シューベルトの歌曲をピアノで弾き歌いをした。
1894年の時3歳年長のマルセル・プルーストと出会い、以後交友関係は生涯続いた。マスネに生涯に渡る庇護を受けた彼は、後年オペラ指揮者としても活躍した。
1912年、フランスに帰化し、その後生国ベネズエラに戻ることはなかった。翌年フランス陸軍に入隊し、1918年まで前線に配属された。1918年陸軍省所属になり、電報翻訳課（bureau du Chiffre）担当。当時、アメリカの文化的・言語的浸透にイライラしていた。
1934年から1945年フィガロ紙の音楽批評を担当、1945年にパリのオペラ座の監督に就任した。
ピアノ協奏曲、ピアノ曲「ソナチネ」、歌曲約125曲、弦楽四重奏曲2曲、ピアノ五重奏曲、オペレッタ、バレエ音楽、劇付随音楽などを作曲したが、もっぱら「私の詩に翼があったなら」が有名である。
1947年1月27日、脳腫瘍にて没。
歌曲の自作自演および、ビゼーやシャブリエなどの歌曲の録音を残したが、ピアノ伴奏と共に数曲自ら歌を披露しており、CD化もされている。

## 作品
- 1890年歌曲集『灰色のシャンソン（フランス語版）』を作曲
- 1891年-1892年 弦楽四重奏のためのセレナードを作曲
- 1892年 付随音楽『恋の終わり』（Fin d'amour）を作曲
- 1896年 ピアノ三重奏曲ヘ短調を作曲
- 1896年『20曲の歌曲第一集』（「私の詩に翼があったなら」を含む）を作曲
- 1898年 オペレッタ『夢の島（英語版）』（L'Île du Rêve）を作曲
- 1898年 歌曲集『ロンデル（フランス語版）』を作曲
- 1900年 歌曲集『ラテンのエチュード（フランス語版）』を作曲
- 1901年 ヴァイオリンとピアノのためのロマンス イ長調を作曲
- 1901年 歌曲集『ヴェネツィア』を作曲
- 1902年 オペレッタ『カルメル派修道女（英語版）』（La Carmélite）を公演
- 1903年 クラリネットとピアノのためのサラバンドを作曲
- 1906年 ヴァイオリンとピアノのための夜想曲 変ホ長調を作曲
- 1907年 バレエ音楽『エステ家のベアトリーチェの舞踏会』（Le Bal de Béatrice d'Este）を作曲
- 1907年　歌曲集『傷んだ木の葉』（Les Feuilles blessées）ジャン・モレアスの詩による11の歌曲、を作曲
- 1912年 バレエ音楽『青色の神（フランス語版）』（Le Dieu bleu）を作曲、5月13日初演
- 1921年 ピアノ五重奏曲嬰ヘ長調（フランス語版）を作曲
- 1922年 『20曲の歌曲第二集』を作曲
- 1923年 オペレッタ『シブレット』（Ciboulette）を作曲、4月7日初演
- 1924年 レジオンドヌール勲章を授与される。
- 1925年 音楽劇『モーツァルト（英語版）』を作曲、12月2日初演
- 1928年 自作のヴァイオリン協奏曲を公演
- 1931年 ピアノ協奏曲ホ長調を作曲
- 1935年 オペラ『ヴェニスの商人（英語版）』（Le Marchand de Venise）を作曲
- 1933年 ミュージカル『未だ見ぬひとよ（フランス語版）』を作曲、10月5日初演
- 1937年 ヴィオラとピアノのための『独白とフォルラーヌ』（Soliloque et forlane）を作曲